# Хлорид алюминия
Хлори́д алюми́ния (хло́ристый алюминий) — неорганическое соединение, соль алюминия и соляной кислоты, химическая формула {\displaystyle {\ce {AlCl3}}}.

## Свойства
В безводном виде — бесцветные кристаллы, дымящие из-за гидролиза во влажном воздухе, выделяя HCl. При обычном давлении возгоняется при 183 °C (под давлением плавится при 192,6 °C).
В воде хорошо растворим (44,38 г в 100 г воды при 25 °C). Из водных растворов выпадает в виде кристаллогидрата состава {\displaystyle {\ce {AlCl3.6 H2O}}} — желтовато-белые расплывающиеся на воздухе кристаллы. Хорошо растворим во многих органических соединениях (в этаноле — 100 г в 100 г спирта при 25 °C, в ацетоне, 1,2-дихлорэтане, этиленгликоле, нитробензоле, тетрахлоруглероде и др.); практически не растворяется в бензоле и толуоле.
Быстро гидролизуется в горячей воде:
{\displaystyle {\ce {AlCl3{}+ 3 H2O ->[100\ ^{{\ce {o}}}{\ce {C}}] Al(OH)3 v + 3 HCl ^}}}.
Реагирует со щелочами, с разбавленной щёлочью:
{\displaystyle {\ce {AlCl3 + 3 NaOH -> Al(OH)3 v + 3 NaCl,}}}
с концентрированной щёлочью:
{\displaystyle {\ce {AlCl3 + 4 NaOH -> Na[Al(OH)4] + 3 NaCl}}}.
Ионный обмен с выпадением в осадок нерастворимой соли алюминия:
{\displaystyle {\ce {AlCl3 + Na3PO4 -> AlPO4 v + 3 NaCl}}}.
Восстановление до металлического алюминия более активными металлами:
{\displaystyle {\ce {3 Mg + 2 AlCl3 -> 3 MgCl2 + 2 Al}}}.

## Получение
Важнейший способ получения хлорида алюминия в промышленности — действием смеси хлора {\displaystyle {\ce {Cl2}}} и монооксида углерода {\displaystyle {\ce {CO}}} на обезвоженный каолин или боксит в шахтных печах:
{\displaystyle {\ce {Al2O3 + 3 CO + 3 Cl2 -> 2 AlCl3 + 3 CO2 ^}}}.
При температуре 900 °C трихлорид бора и фосфид алюминия образуют фосфид бора и хлорид алюминия:
{\displaystyle {\ce {BCl3 + AlP ->[900\ ^{{\ce {o}}}{\ce {C}}] BP + AlCl3}}}.
Также известны и другие способы получения хлорида алюминия:
{\displaystyle {\ce {Al + FeCl3 -> AlCl3 + Fe;}}}
{\displaystyle {\ce {Al(OH)3 + 3 HCl -> AlCl3 + 3 H2O;}}}
{\displaystyle {\ce {3 CuCl2 + 2Al -> 2 AlCl3 + 3 Cu;}}}
{\displaystyle {\ce {2 Al + 6 HCl -> 2 AlCl3 + 3 H2 ^}}}.

## Применение

Схема алкилирования бензола по реакции Фиделя – Крафтса с использованием хлорида алюминия в качестве катализатора

Безводный хлорид алюминия образует аддукты со многими неорганическими веществами, (например, с аммиаком {\displaystyle {\ce {NH3,}}} сероводородом {\displaystyle {\ce {H2S,}}} диоксидом серы {\displaystyle {\ce {SO2}}}) и органическими (с хлорангидридами кислот, простыми эфирами и другими веществами), с чем связано важнейшее техническое применение хлорида алюминия как катализатор при переработке нефти и при органических синтезах (например, в реакции Фриделя — Крафтса).
Хлорид алюминия и его растворы используются при очистке сточных вод, обработке древесины, производстве антиперспирантов, ионных жидкостей и другое.

### Медицинское
Алюминия хлорид гексагидрат местно применяется для лечения гипергидроза (чрезмерного потоотделения).

## Токсичность и безопасность
Хлорид алюминия токсичен при попадании в организм, а также обладает коррозионной активностью.